# Monceaux-sur-Dordogne
 Monceaux-sur-Dordogne  (en occitano Mont Ciaus) es una comuna y población de Francia, en la región de Lemosín, departamento de Corrèze, en el distrito de Tulle y cantón de Argentat.
Su población en el censo de 2008 era de 679 habitantes.
No está integrada en ninguna Communauté de communes.

## Demografía
| 837 | 948 | 812 | 722 | 703 | 660 | 6679 |
| Para los censos de 1962 a 1999 la población legal corresponde a la población sin duplicidades (Fuente: INSEE [Consultar]) |     |     |     |     |     |      |